# Barbus nigroluteus
Barbus nigroluteus és una espècie de peix cipriniforme de la família dels ciprínids.

## Morfologia
Els mascles poden assolir els 2,6 cm de longitud total.

## Distribució geogràfica
Es troba al riu Niari (Àfrica).